# Kurt Warnekros
Kurt Warnekros (ur. 15 listopada 1882 r. w Neustrelitz, zm. 30 września 1949 r. w Paryżu) – niemiecki ginekolog, jako pierwszy dokonał operacji zmiany płci.

## Życiorys
Urodzony 15 listopada 1882 r. w Neustrelitz. Studiował medycynę w Berlinie i Würzburgu, następnie w 1908 r. doktoryzował się i został asystentem Ernsta Bumma w uniwersyteckim szpitalu ginekologicznym w Berlinie. Od 1914 r. wykładał ginekologię i położnictwo, a dwa lata później został docentem. Po śmierci Bumma w 1924 r. przejął obowiązki zastępcy dyrektora szpitala, a rok później został dyrektorem krajowego szpitala ginekologicznego i szkoły położnych w Dreźnie.
Jako jeden z pierwszych zaczął stosować promienie rentgenowskie w badaniach pacjentek. W 1930 r. dokonał jako pierwszy przeszczepu macicy w ramach pierwszej na świecie operacji zmiany płci - wcześniej w ramach przygotowań kastracji pacjenta dokonał Magnus Hirschfeld. W 1933 r. wstąpił do NSDAP. W 1936 r. zarzucono mu sprzyjanie Żydom za sprawą jego wcześniejszego udzielania świadczeń Rothschildom. W następnych latach udzielał pomocy medycznej żydowskim pacjentom aż do 1944 r., m.in. dzięki temu, że był lekarzem żony szefa struktur NSDAP w Saksonii jak i dlatego, że przeprowadzał także przymusowe sterylizacje.
W 1944 r. pomógł w ucieczce Evy Olbricht, której mąż był zaangażowany w spisek na życie Hitlera. W lutym 1945 r. jego klinika została zniszczona w czasie bombardowania Drezna. Po wojnie kierował kliniką do 1948 r., gdy baronowa von Goldschmidt-Rothschild zaprosiła go na stałe do Paryża.
Zmarł 30 września 1949 r. w Paryżu.